# Boris Kazancew
Boris Aleksandrowicz Kazancew (ros. Бори́с Алекса́ндрович Каза́нцев, ur. 1917, zm. 1 października 2007) – radziecki dyplomata.

## Życiorys
Należał do WKP(b), 1940 ukończył Permski Instytut Pedagogiczny, a w 1945 Wyższą Szkołę Dyplomatyczną Ludowego Komisariatu Spraw Zagranicznych ZSRR, później pracował w Ludowym Komisariacie/Ministerstwie Spraw Zagranicznych ZSRR. Później pracował w Ambasadach ZSRR w Argentynie (w 1948 był II sekretarzem Ambasady ZSRR w Argentynie), USA, Meksyku i na Kubie, był posłem-radcą Ambasady ZSRR w Meksyku i Wenezueli. W 1960 był radcą MSZ ZSRR, a od 24 lipca 1975 do 10 kwietnia 1981 ambasadorem nadzwyczajnym i pełnomocnym ZSRR w Boliwii. Był odznaczony dwoma Orderami Znak Honoru.